# Небезпечно, бандити!
«Небезпечно, бандити!» («Achtung! Banditi!») — італійська кінодрама 1951 року, знята режисером Карло Ліццані.

## Сюжет
Генуя, 1944 рік. Партизани отримують повідомлення від генерала Александера про те, що рух союзників півостровом буде повільним, і пропонує партизанам розійтися по домівках. Однак, незважаючи на заклик, вони здійснюють експедицію до міста по зброю. У місті страйк, а фабрика, на якій захована зброя, в руках німців. Атака на фабрику призводить до кривавої битви та неможливості піти в ліс.

## У ролях
- Джина Лоллобриджида: Анна
- Андреа Чеккі: інженер
- Ламберто Маджорані: Марко
- Вітторіо Дузе: Доменіко
- Джузеппе Таффарель: Вітер
- П'єтро Торді: дипломат
- Джуліано Монтальдо: комісар Лоренцо
- Марія Лаура Рокка: кохана дипломата
- Франко Болонья: кат
- Сільвіо Пароді: партизан
- Бруно Берелліні: блондинка
- П'єтро Ферреро: епізод
- Франко Тардіні: епізод
- Франко Де Нікола: епізод
- Сауро Бурцоні: епізод
- Маріо Равашо: епізод
- Фердінандо Коста: епізод
- Лючія Фельтрін: епізод

## Знімальна група
- Режисер: Карло Ліццані
- Сценарій: Родольфо Сонего, Уго Пірро, Джузеппе Даньїно, Карло Ліццані, Массімо Міда, Енріко Рібульсі, Маріо Сократе
- Продюсер: Джуліані Г. Де Негрі
- Оператор: Джанні Ді Венанцо
- Композитор: Маріо Зафред
- Художник: Карло Егіді
- Монтаж: Енцо Альфоні
- Грим: Карло Грілло